# كرمون (شميل)
کرمون (بالفارسية: کرمون) هي قرية تقع في إيران في قسم شمیل الريفي. يقدر عدد سكانها بـ 460 نسمة بحسب إحصاء 2016.